# Alain-René Lesage
Alain-René Lesage (Sarzeau, Morbihan, 13 de desembre, 1668 - Boulogne-sur-Mer, Pas de Calais (França), 17 de novembre, 1747), fou un novelista i autor dramàtic francès.
En 1677 va perdre al seu pare, notari reial al tribunal de Rhuys, i en 1682 a la seva mare; va estudiar amb els jesuïtes de Vannes i va passar a París per continuar amb els seus estudis de filosofia i dret, fent-se inscriure, en acabar-los, com advocat. Després d'una lleugera aventura amorosa, l'única de la seva vida, va enamorar-se apassionadament de Maria Isabel Huyardo, jove molt bonica, però sense fortuna, amb qui es va casar en 28 de setembre de 1694, constituint una llar feliç, on no hi va haver més preocupacions que la manca de fortuna, ja que els dos tutors del jove Lesage i els deutes deixats pel seu pare es van encarregar de liquidar la seva herència. Les seves aficions, avivades per la necessitat d'arbitrar-se recursos que no li proporcionava la seva professió d'advocat, el van portar al camp de la literatura, i el 1695, en néixer-li el primer fill, va publicar el seu primer llibre: la traducció de les Lettres galantes d'Aristénete, el sofista grec, traducció aconsellada pel seu amic i company d'estudis Danchet, que no va ser ben rebuda pel públic, però que en canvi li va proporcionar l'amistat de l'abat Julio de Lyonne, fill del ministre, qui va assenyalar a Lesage una pensió anual de 600 lliures, que li va permetre viure amb més desfogament. I no fou aquest el menor favor que va rebre de l'abat, ja que a ell degué també la seva iniciació en la literatura espanyola, la influència de la qual sobre la francesa no havia cessat des de l'època d'Anna d'Àustria, i l'afició cap a la novel·la picaresca espanyola, d'on va haver de prendre després els temes de les seves obres més notables i, sobretot, del Gil Blas, la seva obra mestra.
Des de 1695 fins a 1698 la tradició, ja que no hi ha proves definitives sobre això, pretén que va ser a Bretanya, emprat en els arrendaments, però la veritat és que a 24 de juliol de 1698 signa l'acta de naixement del seu fill Juliol com a <<burgès de París>>. Lesage va començar la seva carrera literària traduint més o menys lliurement del castellà principiant amb Le traite puni, traducció del drama de Rojas La traición busca el castigo, que juntament amb la traducció de la comèdia de Lope de Vega Guardar i guardar-se, que va titular D. Félix de Mendoce, formaven part d'una col·lecció de les millors comèdies dels autors espanyols, més famosos, que, segons el prefaci del seu Teatre Espanyol, publicat el 1700, es proposava donar a conèixer als lectors francesos.
El 1702 va estrenar al Teatre Francès Le point d'onneur, traducció de l'obra de Rojas, el 1725 la va reformar, separant-se del seu model i constituint ja una de les obres de la seva segona època. El 1704 va traduir el Don Quixot d'Avellaneda, traducció poc fidel i agradablement modificada, tornant poc després al teatre espanyol, adaptant l'obra Peor está que estaba de Calderón, que, amb el títol de D. César Ursin, s'estrenà en el Teatre Francès, sent rebuda pel públic amb xiulets, mentre aplaudia una peça en un acte del mateix autor titulada, Crispin rival de son maître, obra plena de gràcia i que feia confiar en l'aparició d'un successor de Molière. Amb aquesta obra es pot dir que comença la segona època de la seva carrera literària, en què, inspirant-se en els autors espanyols, donarà a les seves creacions el segell de l'originalitat. Crispin està inspirat, sens dubte, en Els afanys del mentir d'Hurtado de Mendoza; però, excepció feta de la primera idea de la intriga espanyola, tota la resta; aventures, diàlegs i caràcters, és de la seva pròpia invenció, i, en tot cas, cal acudir a Les Précieuses ridicules per trobar alguna influència.
El mateix any va publicar la seva novel·la El diable cojuelo, imitació de l'obra del mateix títol de Vélez de Guevara, imitació reduïda només al pla i als personatges, però completament original en el desenvolupament, constituint una veritable crònica de la societat francesa. L'èxit obtingut amb la seva peça en un acte Crispin rival de son maître, el va encoratjar a escriure altres semblants: Les Etrennes, que va ser rebutjada pels comediants i de la qual més tard va treure la seva obra mestra dramàtica Turcaret, i Le Tontine (1708), que tampoc va ser estrena llavors, sinó vint-i-quatre anys després als teatres de Fira amb el títol de Arlequin colonel.
Els elogis amb què va ser acollit el seu Diable cojuelo, el van decidir a deixar anar per complet els caminadors i va compondre la comèdia en cinc actes titulada Turcaret, dura sàtira contra els banquers i traficants d'aquella època, els qui van arribar a oferir 100.000 francs a l'autor perquè no la publiqués. Els comediants van ser, sens dubte, més accessibles que l'autor als arguments dels banquers, ja que es van negar a posar-la en escena, sent necessària una ordre del delfí, fill de Lluís XIV de França Lluís XIV, perquè s'estrenés. Malgrat l'èxit que va obtenir, aviat es va deixar de posar en escena a causa de les intrigues dels seus enemics. Durant la campanya empresa per estrenar la seva comèdia, llegint-la als salons per preparar el públic, es va endarrerir un dia que l'havia de llegir a casa de la duquessa de Bonillon, i va ser rebut per aquesta amb paraules de retret per haver-los fet una hora esperant-lo. Lesage, amb la seva sang freda habitual, s'excusà dient: <<Doncs bé, senyora, ara us en faré guanyar dues>>, i tornant-li l'esquena va marxar. Aquesta anècdota pinta el caràcter d'aquell home que era incapaç de comprar l'èxit a costa de la seva dignitat. En 1730, després de vint-i-dos anys d'estrenat, es va posar de nou en escena, degut a que el seu fill gran, que s'havia dedicat al teatre amb el nom de Montmesnil, va ingressar a la Comèdia Francesa, reconciliant a aquells còmics amb el seu pare.

## A partir deTurcaret
Des de l'estrena de Turcaret (13 d'octubre de 1708) i durant vint anys, van ajudar-lo a viure els ingressos que li produïen les peces escrites per al teatre de la Fira, on es troben aventures de arlequins, colombines i pierrots, i l'art és sacrificat moltes vegades al gust d'aquell públic especial. El 1715 produeix, per fi, la seva obra mestra: publica els dos primers volums del Gil Blas' de Santillana, una de les millors novel·les de la literatura francesa. S'ha discutit molt sobre la seva originalitat; Voltaire va pretendre que era una còpia del Marcos Obregón de Vicente Espinel. Més tard, el jesuïta José Francisco de Isla va reproduir l'acusació, sostenint que l'inèdit manuscrit espanyol copiat per Lesage s'havia perdut; en 1819 el comte de Neufchâteau va refutar al jesuïta, contestant-li Llorente en defensa d'aquest. El 1857 dos crítics alemanys, Ast i Francesson, van estudiar la qüestió a fons, demostrant plenament l'originalitat fonamental de Lesage. El problema va ser resolt definitivament el primer quart del segle XX per Eugène Lintilhac, que, en un notable estudi, cita les fonts històriques del Gil Blas, que són tres i les tres impreses: Disgràcia del conte d'Olivarès (d'André Félibien, publicada a París en 1650), Anecdotes du comte-duc d'Olivarès, tirées et traduites de l'italien du Mercury-Liry, per Valdory (París, 1722), i, per acabar, l'obra titulada Histoire du comte-duc avec des réflexions politiques et curieuses (Colònia, 1683).
No es pretén amb això, i per ningú ha estat discutit, demostrar que Lesage no es va inspirar en les novel·les picaresques espanyoles, ja que és indubtable que en el seu Gil Blas es troben reminiscències del Lazarillo de Tormes i més de 15 episodis presos de Marcos d'Obregón, del Soldado Pindaro, del Conde Lucanor, dels contes picarescos de Castillo Solórzano: La niña de los embustes. Teresa de Manzanares i Aventuras del bachiller Trapaza, i dels drames i comèdies de Rojas i Mendoza, titulats Casarse por vengarse i Los empeños del mentir. Aquests records i imitacions no treuen res a l'encant i originalitat de les aventures d'aquell noi clar, bon mosso, que als deu i set anys es va llençar a córrer món passant per totes les situacions, elevant-se més i més de cada vegada, sense deixar de ser el Gil Blas de sempre, lleuger, de moral fàcil, que ho accepta tot procurant treure de tot el millor partit possible, però amb un fons de nativa bondat, que li impedeix enfangar-se en el vici i acaba portant-lo vers el bé. La narració és animada i l'estil d'una gran naturalitat. És el Gil Blas la primera novel·la realista de la literatura francesa, i constitueix un quadre animat de la vida d'aquells temps, impregnant sempre d'una filosofia greu i dolça alhora.
El tercer volum del Gil Blas es va publicar nou anys després, o sigui el 1724, i l'últim es va fer esperar onze més, no publicant-se fins al 1735. Aquests retards s'expliquen per les dificultats econòmiques que impedeixin que Lesage es dediqués a la seva obra favorita, obligant-lo a produir una sèrie de novel·les traduïdes o imitades del castellà i italià que no havien de donar-li fama. Entre elles es compten; Orlando innamorato, de Matteo Maria Boiardo (1721); Aventuras de Guzmán de Alfarache, imitació de la obra d'Aleman (1732); Le chevalier de Baeuchesne (1732), Estevanille Gonzalez, surnommé le garçon de bonne humeur, imitació de la novel·la espanyola del mateix títol (1739), i Le Bachelier de Salamanque (1736).
Per aquesta mateixa època va escriure el diàleg: Une journée des Parques, Les cheminées de Madrid; una imitació del Courrier devalisé, del italià Pallavicino, titulada La Valise trouvée, i, per acabar, en 1743, publicà la seva última obra: Mélange amusant de saillies d'esprit et de traits historiques des plus frappants. Des de l'edat de quaranta anys en què es va tornar sord, havia deixat de freqüentar la societat, dedicant-se a la vida familiar, només sortint de casa seva per anar al seu cafè favorit, on els seus amics i admiradors reien els acudits.
En 1744 la mort del seu fill Montmesnil li va produir tanta pena, que va decidir retirar-se a casa del seu segon fill, el qual era canonge de Bolougne-sur-Mer. Com que aquest no era ric, va sol·licitar una pensió de la Pompadour per poder sostenir els seus pares i la seva germana, ja que Lesage des de 1715, data en què va publicar el Gil Blas, va deixar de cobrar la pensió de 600 lliures per haver mort el seu protector, l'abat Lyonne. En la pau de la ciutat provinciana i envoltat dels seus familiars, va morir el bon Lasage el dia 17 de novembre de 1747.
La millor col·lecció de les seves obres completes és la publicada el 1821 per l'editor Renouard. A Espanya s'ha traduït diverses vegades el Gil Blas, i també hi ha una traducció del Diablo cojuelo. Wallrothy les va publicar en alemany (Stuttgart, 1839/40).